# Лунка (Телеорман)
Лунка (рум. Lunca) — село у повіті Телеорман в Румунії. Адміністративний центр комуни Лунка.
Село розташоване на відстані 125 км на південний захід від Бухареста, 47 км на захід від Александрії, 93 км на південний схід від Крайови.

## Населення
За даними перепису населення 2002 року у селі проживали 2396 осіб.
Національний склад населення села:
| Національність | Кількість осіб | Відсоток |
| -------------- | -------------- | -------- |
| румуни         | 2378           | 99,2%    |
| цигани         | 17             | 0,7%     |

Рідною мовою назвали:
| Мова      | Кількість осіб | Відсоток |
| --------- | -------------- | -------- |
| румунська | 2381           | 99,4%    |
| циганська | 15             | 0,6%     |